# Greenfeld
Greenfeld är en ort i Kanada.   Den ligger i provinsen Saskatchewan, i den centrala delen av landet, 2 400 km väster om huvudstaden Ottawa. Greenfeld ligger 522 meter över havet och antalet invånare är 236.
Terrängen runt Greenfeld är mycket platt. Runt Greenfeld är det glesbefolkat, med 10 invånare per kvadratkilometer.. Närmaste större samhälle är Warman, 13,7 km söder om Greenfeld.
Trakten runt Greenfeld består till största delen av jordbruksmark.